# Physcius mrazi
Physcius mrazi es una especie de coleóptero de la familia Mycteridae.

## Distribución geográfica
Habita en Brasil.